# گلافیرا مارتینوویچ
گلافیرا مارتینوویچ (به انگلیسی: Glafira Martinovich) ژیمناست زادهٔ ۴ فوریهٔ ۱۹۸۹ میلادی اهل کشور بلاروس است.